# ハンス＝ゲオルク・ブルクハルト
ハンス＝ゲオルク・ブルクハルト（Hans-Georg Burghardt, 1909年2月7日 - 1993年12月14日）は、ドイツの作曲家。
ブレスラウ（現在のポーランド領ヴロツワフ）出身。アビトゥーア取得後、音楽学・作曲・音楽理論を学んだ。作曲した連作歌曲や室内楽曲が、ブレスラウ放送の音楽監督だった作曲家エドムント・ニックに見出され、盛んにラジオで放送された。
やがて彼の作品はピアニストのユリアン・フォン・カーロイ、ゲルハルト・プヒェルトらのレパートリーに取り入れられ、シュレジエン地方以外でも知られるようになった。1948年、『シンフォニエッタ』がシュレージエン音楽賞を受賞。1941年よりブレスラウ大学で対位法と作曲を教えるようになった。1945年までに室内楽曲（ピアノソナタ、ピアノソナチネ、ハルモニウム曲、オルガン曲、チェロ曲、ヴァイオリン曲、フルートソナタなど）、連作歌曲、管弦楽曲（3つの交響曲など）を作曲した。
第二次世界大戦後ブレスラウはポーランド領となったため、ブルクハルトはハレに逃れたが、その際に多くの楽譜が失われた。1948年、ピアノ協奏曲でブランデンブルク音楽賞を受賞。1950年からコトブスの音楽学校で教え、1952年からはフリードリヒ・シラー大学イェーナの教壇に立った。1964年にはマルティン・ルター大学ハレ・ヴィッテンベルクの音楽研究所に配属され、1974年に退職した。
戦後の作品には2つのピアノ協奏曲、2台のピアノのための協奏曲、2台のピアノのためのソナタ、3つのヴァイオリンソナタ、3つのピアノ三重奏曲、連作歌曲などがある。

## 文献
- Nicole Kämpken: Hans Georg Burghardt (1909-1993) - Leben und Werk. Ein Sonderweg in der "modernen" Musik. Studio, Sinzig 2000. ISBN 3-89564-069-7